# Municipio de San Juan Tabaá
El municipio de San Juan Tabaá es uno de los 570 municipios que conforman al estado mexicano de Oaxaca. Pertenece al distrito de Villa Alta, dentro de la Región Sierra de Juárez. Su cabecera es la localidad de San Juan Tabaá.

## Geografía
El municipio abarca 1331 km² y se encuentra a una altitud promedio de 1280 m s. n. m., oscilando entre 2100 y 500 m s. n. m.
San Juan Tabaá colinda al norte con los municipios de Villa Talea de Castro y San Cristóbal Lachirioag, al este con San Ildefonso Villa Alta, al sur San Andrés Solaga y al oeste con Villa Talea de Castro y San Andrés Solaga.

### Fisiografía
El municipio pertenece por completo a la subprovincia de Sierras orientales, dentro de la provincia de la Sierra Madre del Sur. El territorio de San Juan Tabaá está cubierto por el sistema de topoformas de la Sierra alta compleja.

### Hidrografía
El municipio pertenece a la subcuenca del río Playa, dentro de la cuenca del río Papaloapan, el cual es parte de la región hidrológica del Papaloapan.

## Clima
El clima del municipio es semicálido húmedo con abundantes lluvias en verano en el 90% de su territorio y templado húmedo con abundantes lluvias en verano en el 10% restante. El rango de temperatura promedio es de 16 a 24 grados celcius y el rango de precipitación es de 1500 a 2000 mm.

## Demografía
De acuerdo al último censo, realizado por el INEGI en 2010, en el municipio habitan 18.80 personas, repartidas entre 2 localidades. Del total de habitantes de San Juan Tabaá, 1179 dominan alguna lengua indígena.

### Grado de marginación
De acuerdo a los estudios realizados por la Secretaría de Desarrollo Social en 2010, el 29% de la población del municipio en condiciones de pobreza extrema. El grado de marginación de San Juan Tabaá es clasificado como Alto.

## Política
El municipio se rige mediante el sistema de usos y costumbres, eligiendo gobernantes cada año de acuerdo a un sistema establecido por las tradiciones de sus antepasados.